# Aïn Kermes
Aïn Kermes è un comune dell'Algeria, situato nella provincia di Tiaret.